# Joe Fagan
Joe Fagan (Liverpool, Inglaterra, Reino Unido; 12 de marzo de 1921 - Liverpool, 30 de junio de 2001) fue un futbolista y entrenador inglés. 
Como técnico estuvo vinculado al Liverpool FC durante más de veinte años, ocupando el cargo de primer entrenador en dos etapas. Para la historia queda la temporada 1983-1984 en la que The Reds conquistaron la First Division, la League Cup y la Copa de Europa ganada en Roma frente al anfitrión.
- Datos: Q348271